# Авакян, Эльвира Викторовна
Эльви́ра (Э́лла) Ви́кторовна Авакя́н (р. 27 июня 1947) — советский художник-мультипликатор, художник-постановщик, сценарист и режиссёр мультипликационного кино.

## Биография
Эльвира Викторовна Авакян родилась 27 июня 1947 года в Амерово.
В 1967 — окончила Московское областное художественное училище
В 1973 — окончила художественный факультет ВГИК
С 1973—1978 — художник-мультипликатор студии «Союзмультфильм»
С 1978—1991 — режиссёр и художник мультфильмов студии «Арменфильм»
С 1992 — режиссёр студии «Союзмультфильм»

## Фильмография

### Режиссёр
- 1979 — «Волшебная радуга»
- 1980 — «Знакомые лица»
- 1983 — «Самый удобный, самый прочный, самый красивый домик»
- 1986 — «Улыбнитесь, каскадеры!» («Фитиль» № 289)
- 1986 — «Кувшин золота»
- 1986 — «Великан, который мечтал играть на скрипке»
- 1987 — «Обыкновенное опасное приключение»
- 1989 — «Обыкновенное чудо» («Фитиль» № 327)
- 1990 — «Партия»
- 1992 — «Великая битва слона с китом»
- 1993 — «Весёлая карусель № 26. Если бросить камень вверх»
- 1995 — «Весёлая карусель № 28. Девица Бигелоу, или жевательная история»
- 2000 — «Весёлая карусель № 32. Чего на свете нету»
- 2001 — «Весёлая карусель № 33. Леталка»
- 2003 — «Рыцарский роман»
- 2005 — «Похитители ёлок»
- 2007 — «Дед Мазай и другие»
- 2008 — «Прекрасная лягушка»
- 2012 — «Весёлая карусель № 34. Как кричит крокодил»

### Художник-постановщик
- 1975 — «Крымское игристое» (по заказу Внешторгрекламы)[1]
- 1976 — «Детский альбом»
- 1980 — «Храбрый Назар»

### Художник-мультипликатор
- 1973 — «Ковбои в городе»
- 1974 — «Дарю тебе звезду»
- 1975 — «Маяковский смеётся»
- 1978 — «Чудеса в решете»
- 1980 — «И с вами снова я...»
- 1987 — «Любимое моё время»

## Фестивали и награды
- 2002 — Открытый Российский Фестиваль анимационного кино Суздаль-2002: диплом жюри фильму «Леталка» (режиссёр Элла Авакян) —— за самый обаятельный фильм для детей.[2]
- 2013 — XXII Международный кинофорум «Золотой Витязь» Конкурс «Анимационные фильмы» Диплом «За гармоничное художественное решение» — фильм «Как кричит крокодил», режиссёр Эльвира Авакян.[3]